# Altenhagen (Kröpelin)
Altenhagen ist ein Ortsteil der Stadt Kröpelin im Landkreis Rostock in Mecklenburg-Vorpommern.

## Geografie und Verkehrsanbindung
Altenhagen liegt südlich des Kernortes Kröpelin an der Landesstraße L 11. Nördlich fließt der Hellbach und verläuft die B 105.

## Geschichte
Am 1. Juli 1950 wurde die bis dahin eigenständige Gemeinde Klein Siemen eingegliedert.